# Anton Wittmann von Dengláz

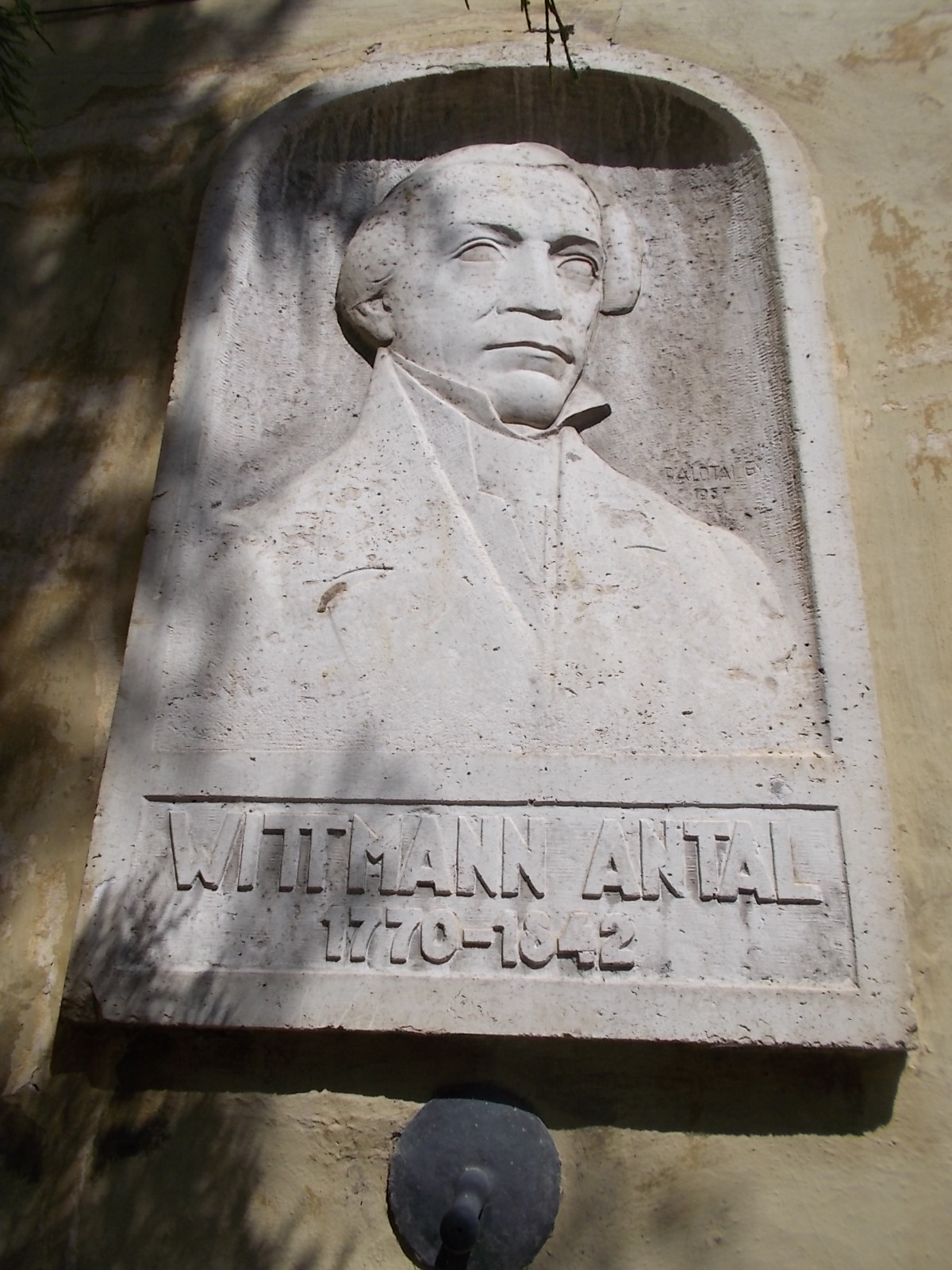
Anton (Antal) Wittmann, Relief von Gyula Palotai, 1957 (Foto 2017)

Anton Wittmann von Dengláz (* 26. März 1771 in St. Bernhard bei Horn, Niederösterreich; † 31. August 1842 in Wittingau (heute Třeboň), Böhmen, Tschechien) war ein österreichischer Agronom und Fachschriftsteller, der bedeutende Beiträge zur Modernisierung der Landwirtschaft im Habsburgerreich leistete.

## Leben
Geboren als Sohn des Lehrers, Organisten und Herrschaftskontrolleurs Johann Michael Wittmann und dessen Frau Cäcilia, geborene Wild, absolvierte Wittmann philosophische und juristische Studien. Zwischen 1795 und 1800 war er im Verwaltungs- und Inspektionsdienst verschiedener Herrschaftsverwaltungen in Niederösterreich tätig. Während dieser Zeit veröffentlichte er 1797 das Werk "Wohlthätig dringende auf Vernunft, Natur und Erfahrung sich gründende Ermahnungen an das Landvolk", das seine Expertise in der Schafzucht und sein Engagement für tiergerechte sowie ertragsfördernde Viehhaltung unterstrich.
Von 1801 bis 1811 diente von Wittmann als Gutsverwalter für Peter von Braun in Niederösterreich und Mähren. In dieser Phase unternahm er Studienreisen in die Lombardei, nach Hamburg und Amsterdam, um innovative landwirtschaftliche Methoden zu erforschen. Er förderte die Schafzucht und etablierte Schweizereien zur Steigerung der Milch- und Käseproduktion. Zudem führte er neue Techniken zur Be- und Entwässerung von Ackerflächen und Wiesen ein, wie in seinem 1811 veröffentlichten Werk „Unterricht über die Bewässerung der Wiesen und Felder, nach Lombardischer Weise“ beschrieben.
Während der Napoleonischen Kriege organisierte von Wittmann 1805 die Versorgung der Brünner Bevölkerung und unterstützte die russischen Truppen unter Fürst Pjotr Iwanowitsch Bagration. 1809 leistete er in der Schlacht bei Znaim wertvolle Informationsdienste.
1811 trat von Wittmann in den Dienst von Herzog Albert Kasimir von Sachsen-Teschen. Er fungierte zunächst als Cameral-Administrator (Generalverwalter) der schlesischen Güter und ab 1813 als Oberregent der Güter in Böhmen, Mähren, Schlesien, Galizien und Westungarn. In dieser Position initiierte er umfassende Reformen zur effizienten Flächennutzung und nachhaltigen Ressourcenschonung. Zu seinen Projekten zählten wasserwirtschaftliche Maßnahmen in Mönitz (Mähren) und Waasen (Westungarn), der Bau von Bewässerungsanlagen in Márialiget sowie die Erweiterung schiffbarer Kanalsysteme. 1814 schlug er die Einführung eines Witwen- und Waisenfonds für die Beamten der herzoglichen Domänen vor.
1818 gründete von Wittmann die Landwirtschaftliche Hochschule in Ungarisch-Altenburg (heute Mosonmagyaróvár) und wurde deren erster Direktor. Diese Institution gilt als Vorläuferin der Universität für Bodenkultur Wien. Durch seine Modernisierungsmaßnahmen entwickelte sich Westungarn zu einer bedeutenden landwirtschaftlichen Versorgungsregion für Wien.
Für seine Verdienste wurde von Wittmann 1810 geadelt und 1824 in den Ritterstand erhoben, mit der Titulierung "von Dengláz", sowie einer daran angeschlossenen Belehnung mit den Gütern Hegyfark, Hluboka und Dengláz (alle drei Ortschaften liegen heute in der Ukraine, nahe der ungarischen Grenze).
1829 erwarb er die Herrschaft Stainz in der Steiermark, welche er für seinen Familiensitz und Ruhesitz vorgesehen hatte. Nach 10-jähriger Privatnutzung verkaufte Anton von Wittmann-Denglaz das Schloss, sowie die Herrschaft Stainz für 250.000 Guden (Kaufkraftbereinigt ca. 6,5 Mio. €) 1840 an Erzherzog Johann. Aus diesen Mittel erwarb Johann v. Wittmann-Dengláz 1842, das ehemalige Palais de Pauli als Familiensitz als Wittmann`sche Haus in Preßburg dem heutigen Bratislava.
Am 29. Dezember 1841 verlieh Erzherzog Carl den Titel Hofrat (Hofrat-Decret).
Nach seiner Pensionierung 1840 trat er 1841 in den Dienst von Fürst Johann Adolf II. zu Schwarzenberg in Wittingau, wo er 1842 verstarb.

## Familie
Seit 1794 war Wittmann mit Franziska Romana Sigler (auch Siegel oder Sickler) verheiratet, die 1836 in Ungarisch-Altenburg verstarb. Das Paar hatte mehrere Kinder, darunter:
- Johann Michael (* 25. September 1799 in Enzersfeld im Weinviertel)
- Johanna (* 1. Mai 1801 in Enzersfeld im Weinviertel)
- Josepha (* 5. September 1803 in Joslowitz, heute Jaroslavice)
- Anton Joseph Heinrich (* 3. Dezember 1805 in Znaim, heute Znojmo; † 26. April 1836 in Wien)
- Karl Franz (* 12. Mai 1810 in Wien)
- Karl Joseph (* 1813; † 1836)

Seine Tochter Josepha heiratete in erster Ehe Ludwig Mayer und nach dessen frühem Tod Alexander Joseph Bauer. Ihr Enkel war der Physiker Erwin Schrödinger.

## Vermächtnis
Anton Wittmann von Dengláz gilt als Pionier der Agrarwissenschaften und trug maßgeblich zur Professionalisierung der landwirtschaftlichen Ausbildung bei. Seine Gründung der Landwirtschaftlichen Hochschule in Mosonmagyaróvár legte den Grundstein für die akademische Ausbildung in diesem Bereich in Österreich. Zahlreiche Orte und Einrichtungen, wie der Wittmannshof im Burgenland und der Wittmann Antal Park in Mosonmagyaróvár, wurden nach ihm benannt.
Sein Grabmal in Mosonmagyaróvár erinnert an sein Lebenswerk und seine Beiträge zur Landwirtschaft.